# Schlieben

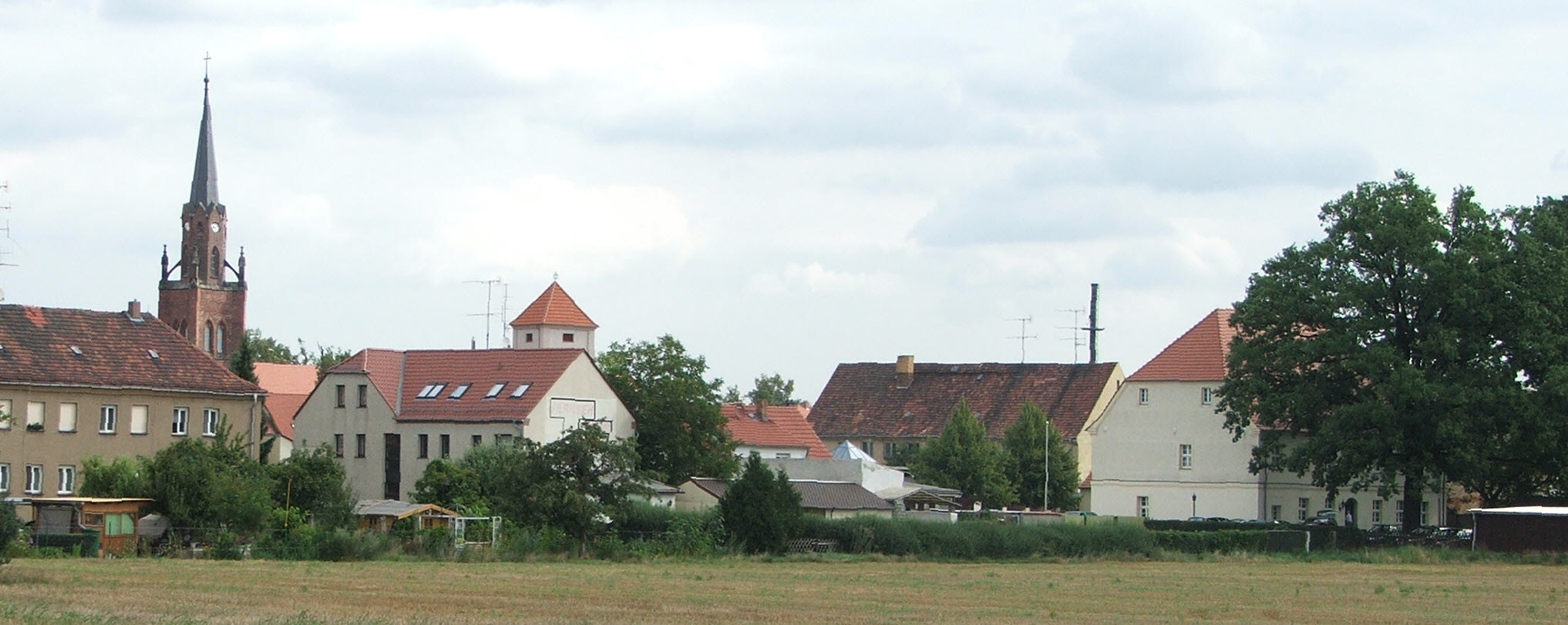
Zicht op Schlieben

Schlieben is een gemeente in de Duitse deelstaat Brandenburg, en maakt deel uit van het Landkreis Elbe-Elster.
Schlieben telt 2.420 inwoners.